# Campionati mondiali juniores di biathlon 2024
I Campionati mondiali juniores di biathlon 2024, manifestazione organizzata dalla International Biathlon Union, si sono tenuti a Otepää, in Estonia, dal 23 febbraio al 2 marzo. Il programma ha incluso gare di sprint, individuale, partenza in linea e staffetta, sia maschili sia femminili, e di staffetta mista; oltre alle gare della categoria "juniores" (fino ai 21 anni) si sono disputate anche quelle della categoria "giovani" (fino ai 19 anni). In seguito all'invasione dell'Ucraina, gli atleti russi e bielorussi sono stati esclusi dalle competizioni.

## Categoria juniores

### Risultati

#### Uomini

##### Sprint
| Pos. | Atleta            | Nazione   |
| ---- | ----------------- | --------- |
| 1    | Isak Frey         | Norvegia  |
| 2    | Jan Guńka         | Polonia   |
| 3    | Linus Kesper      | Germania  |
| 4    | Sivert Gerhardsen | Norvegia  |
| 5    | Fabian Müllauer   | Austria   |
| 6    | Valentin Lejeune  | Francia   |
| 7    | Konrad Badacz     | Polonia   |
| 8    | Luděk Abrahám     | Rep. Ceca |
| 9    | Vasil Zašev       | Bulgaria  |
| 10   | Vitalij Mandzyn   | Ucraina   |

Data: 28 febbraio

Ore: 9.30 (UTC+2)

##### Individuale
| Pos. | Atleta            | Nazione    |
| ---- | ----------------- | ---------- |
| 1    | Leonhard Pfund    | Germania   |
| 2    | Valentin Lejeune  | Francia    |
| 3    | Jan Guńka         | Polonia    |
| 4    | Isak Frey         | Norvegia   |
| 5    | James Pacal       | Svizzera   |
| 6    | Linus Kesper      | Germania   |
| 7    | Konrad Badacz     | Polonia    |
| 8    | Vadim Kurales     | Kazakistan |
| 9    | Sivert Gerhardsen | Norvegia   |
| 10   | Nikita Čigak      | Lituania   |

Data: 25 febbraio

Ore: 9.30 (UTC+2)

##### Partenza in linea
| Pos. | Atleta            | Nazione  |
| ---- | ----------------- | -------- |
| 1    | Sivert Gerhardsen | Norvegia |
| 2    | Isak Frey         | Norvegia |
| 3    | Tobias Alm        | Norvegia |
| 4    | Vitalij Mandzyn   | Ucraina  |
| 5    | Konrad Badacz     | Polonia  |
| 6    | Ole Suhrke        | Norvegia |
| 7    | Christoph Pircher | Italia   |
| 8    | Jan Guńka         | Polonia  |
| 9    | Fabian Müllauer   | Austria  |
| 10   | Leonhard Pfund    | Norvegia |

Data: 29 febbraio

Ore: 12.20 (UTC+2)

##### Staffetta
| Pos. | Nazione   | Atleti                                                               |
| ---- | --------- | -------------------------------------------------------------------- |
| 1    | Norvegia  | Tobias Alm Sivert Gerhardsen Ole Suhrke Isak Frey                    |
| 2    | Ucraina   | Stepan Kinaš Bohdan Borkovs'kyj Serhij Suprun Vitalij Mandzyn        |
| 3    | Francia   | Valentin Lejeune Axel Garnier Théo Guiraud-Poillot Jacques Jefferies |
| 4    | Germania  | Tim Nechwatal Linus Kesper Benjamin Menz Leonhard Pfund              |
| 5    | Rep. Ceca | Petr Hák Luděk Abrahám David Eliáš Jan Gregor                        |
| 6    | Polonia   | Marcin Zawół Fabian Suchodolski Konrad Badacz Jan Guńka              |
| 7    | Austria   | Oliver Lienbacher David Neumayr Fabian Müllauer Lukas Haslinger      |
| 8    | Finlandia | Joonas Nelimarkka Arttu Heikkinen Kalle Loukkaanhuhta Eemi Naumanen  |
| 9    | Italia    | Marco Barale Nicolò Betemps Felix Ratschiller Christoph Pircher      |
| 10   | Svizzera  | Felix Ullmann James Pacal Silvano Demarmels Matthias Riebli          |

Data: 2 marzo

Ore: 8.45 (UTC+2)

#### Donne

##### Sprint
| Pos. | Atleta              | Nazione  |
| ---- | ------------------- | -------- |
| 1    | Sara Andersson      | Svezia   |
| 2    | Julia Tannheimer    | Germania |
| 3    | Valentina Dimitrova | Bulgaria |
| 4    | Maya Cloetens       | Belgio   |
| 5    | Julia Kink          | Germania |
| 6    | Lisa Siberchicot    | Francia  |
| 7    | Marlene Fichtner    | Germania |
| 8    | Anna Andexer        | Austria  |
| 9    | Maren Brännare-Gran | Norvegia |
| 10   | Gro Randby          | Norvegia |

Data: 28 febbraio

Ore: 13.00 (UTC+2)

##### Individuale
| Pos. | Atleta            | Nazione    |
| ---- | ----------------- | ---------- |
| 1    | Julia Tannheimer  | Germania   |
| 2    | Ema Kapustová     | Slovacchia |
| 3    | Lena Repinc       | Slovenia   |
| 4    | Martina Trabucchi | Italia     |
| 5    | Léonie Jeannier   | Francia    |
| 6    | Anna Andexer      | Austria    |
| 7    | Gro Randby        | Norvegia   |
| 8    | Maya Cloetens     | Belgio     |
| 9    | Lisa Siberchicot  | Francia    |
| 10   | Lora Hristova     | Bulgaria   |

Data: 25 febbraio

Ore: 13.00 (UTC+2)

##### Partenza in linea
| Pos. | Atleta              | Nazione    |
| ---- | ------------------- | ---------- |
| 1    | Julia Kink          | Germania   |
| 2    | Ema Kapustová       | Slovacchia |
| 3    | Fany Bertrand       | Francia    |
| 4    | Sara Andersson      | Svezia     |
| 5    | Léonie Jeannier     | Francia    |
| 6    | Sonja Leinamo       | Finlandia  |
| 7    | Anna Andexer        | Austria    |
| 8    | Maren Brännare-Gran | Norvegia   |
| 9    | Valentina Dimitrova | Bulgaria   |
| 10   | Maya Cloetens       | Belgio     |

Data: 29 febbraio

Ore: 13.20 (UTC+2)

##### Staffetta
| Pos. | Nazione    | Atlete                                                               |
| ---- | ---------- | -------------------------------------------------------------------- |
| 1    | Germania   | Alina Nußbicker Julia Tannheimer Julia Kink Marlene Fichtner         |
| 2    | Norvegia   | Ann Kristin Åland Gro Randby Guro Femsteinevik Maren Brännare-Gran   |
| 3    | Francia    | Léonie Jeannier Fany Bertrand Celia Hénaff Lisa Siberchicot          |
| 4    | Italia     | Ilaria Scattolo Sara Scattolo Linda Zingerle Martina Trabucchi       |
| 5    | Austria    | Leonie Pitzer Wilma Anhaus Lara Wagner Anna Andexer                  |
| 6    | Slovacchia | Kristína Makovínyová Sára Pacerová Alžbeta Garguláková Ema Kapustová |
| 7    | Slovenia   | Kaja Zorč Klara Vindišar Kaja Marić Lena Repinc                      |
| 8    | Ucraina    | Irina Ševčenko Viktorija Chvostenko Valerija Šejhas Olena Horodna    |
| 9    | Rep. Ceca  | Kateřina Pavlů Kateřina Gotvaldová Veronika Novotná Lenka Bartová    |
| 10   | Kazakistan | Arina Krıýkova Milana Geneva Mariıa Pol'dıaeva Kseniıa Dolgopolova   |

Data: 2 marzo

Ore: 11.40 (UTC+2)

#### Misto

##### Staffetta
| Pos. | Nazione   | Atleti                                                              |
| ---- | --------- | ------------------------------------------------------------------- |
| 1    | Norvegia  | Sivert Gerhardsen Isak Frey Maren Brännare-Gran Gro Randby          |
| 2    | Germania  | Leonhard Pfund Linus Kesper Julia Tannheimer Marlene Fichtner       |
| 3    | Austria   | Oliver Lienbacher Fabian Müllauer Lara Wagner Anna Andexer          |
| 4    | Polonia   | Konrad Badacz Jan Guńka Anna Nędza-Kubiniec Barbara Skrobiszewska   |
| 5    | Francia   | Théo Guiraud-Poillot Valentin Lejeune Léonie Jeannier Fany Bertrand |
| 6    | Bulgaria  | Konstantin Vasilev Vasil Zašev Lora Hristova Valentina Dimitrova    |
| 7    | Finlandia | Kalle Loukkaanhuhta Arttu Heikkinen Frida Achren Sonja Leinamo      |
| 8    | Ucraina   | Stepan Kinaš Vitalij Mandzyn Oleksandra Merkušyna Olena Horodna     |
| 9    | Svezia    | Oscar Andresson Jacob Larsson Wilma Björn Sara Andersson            |
| 10   | Belgio    | Julien Petitjacques Sam Parmantier Maya Cloetens Marine Debloem     |

Data: 23 febbraio

Ore: 13.00 (UTC+2)

### Medagliere per nazioni
| Pos. | Nazione    | Oro | Argento | Bronzo | Totale |
| ---- | ---------- | --- | ------- | ------ | ------ |
| 1    | Germania   | 4   | 2       | 1      | 7      |
| 1    | Norvegia   | 4   | 2       | 1      | 7      |
| 3    | Svezia     | 1   | 1       | 1      | 1      |
| 4    | Slovacchia | 0   | 2       | 0      | 2      |
| 5    | Francia    | 0   | 1       | 3      | 4      |
| 6    | Polonia    | 0   | 1       | 1      | 1      |
| 7    | Austria    | 0   | 0       | 1      | 1      |
| 7    | Bulgaria   | 0   | 0       | 1      | 1      |
| 7    | Slovenia   | 0   | 0       | 1      | 1      |
| 7    | Ucraina    | 0   | 0       | 1      | 1      |